# Joanna Klatten
Joanna Olivia Klatten (Parijs, 2 maart 1985) is een professioneel golfster uit Frankrijk. 

## Amateur
Klatten is de enige dochter van Klaus en Verena Klatten en heeft drie oudere broers. Ze was lid op Golf de Saint-Cloud, waar ze clubkampioene werd in 2003. In 2004 deed zij eindexamen aan het Institut de l'Assomption in Parijs. Daarna studeerde zij marketing aan de Georgia State University, waar zij als eerste vrouw golf speelde voor de Panthers.  Haar team won onder meer de America’s Choice Mortgage Lady Jaguar Invitational. Haar handicap was +0.1.
Klatten won in 2006 de Coupe Cachard op St Cloud waarbij ze een ronde van 63 maakte, hetgeen het baanrecord is en nog steeds haar persoonlijke record. De Coupe Cochard is een jaarlijks strokeplay toernooi dat voor de WAGR meetelt. Joanna zat enkele jaren in het nationale team. 
Gewonnen
- 2006:  Coupe Cachard

Teams
- ELTK: 2003, 2004, 2006 en 2007

## Professional
Op de Tourschool van 2010 eindigde Klatten op de 9de plaats en kreeg een tourkaart voor 2011. 
- 2012: Women's Victorian Open
- 2014: Women's New South Wales Open